# À bas la famille ou les Banquets
À bas la famille ou les Banquets est un à-propos montagnard en un acte d'Eugène Labiche, en collaboration avec Auguste Lefranc, représenté pour la première fois à Paris au Théâtre du Gymnase le 12 décembre 1848.
Il a paru aux éditions Beck.

## Distribution
| Acteurs et actrices ayant créé les rôles             |                   |
| Personnage                                           | Acteur ou actrice |
| Le père Godard, cordier (80 ans)                     | Louis Ferville    |
| Moucheron, colleur d'affiches, petit-fils de Godard  | Geoffroy          |
| Bar-du-bec, instigateur des banquets                 | Numa              |
| Branchu, restaurateur, petit-neveu de Godard         | Sylvestre         |
| Antonin, ébéniste, son cousin, petit-neveu de Godard | Preston           |
| Mme Moucheron, femme de Moucheron                    | Anna Chéri        |
| Brigitte, petite fille de Godard                     | Mlle Volnais      |

## Édition
Eugène Labiche et Auguste Lefranc, À bas la famille ou Les banquets : à-propos montagnard en un acte / de MM. Labiche et Lefranc..., 1848 (lire en ligne)